# Nat King Cole Forever
Nat King Cole Forever är ett musikalbum från 2000 där Claes Janson hyllar Nat King Cole och hans sånger.

## Låtlista
1. It's Only a Paper Moon (Harold Arlen/E.Y. Harburg/Billy Rose) – 4:05
2. Sweet Lorraine (Clifford Burwell/Mitchell Parish) – 3:26
3. The Trouble With Me Is You (Pinky Tomlin/Harold Tobias) – 2:49
4. For Sentimental Reasons (William Best/Deek Watson) – 3:57
5. Walking My Baby Back Home (Fred Ahlert/Roy Turk) – 3:17
6. Straighten Up and Fly Right (Nat King Cole/Irving Mills) – 3:42
7. Smile (Charlie Chaplin/John Turner/Geoffrey Parsons) – 3:47
8. That Please Be Mineable Feeling (okänd) – 3:12
9. This Will Make You Laugh (Irene Higginbotham) – 0:43
10. Route 66 (Bobby Troup) – 3:48
11. Mona-Lisa (Ray Evans) – 4:17
12. When You're Smiling (Larry Shay/Mark Fisher/Joe Goodwin) – 4:06
13. That Ain't Right (Larry Shay/Mark Fisher/Joe Goodwin) – 3:58
14. Too Young (Sid Lippman/Sylvia Dee) – 2:33
15. Nature Boy (Eden Ahbez) – 3:06

## Medverkande
- Claes Janson – sång
- Kjell Öhman – piano
- Rune Gustafsson – gitarr
- Hans Backenroth – bas